# Stezzano
Spirano là một đô thị ở tỉnh Bergamo trong vùng Lombardia của nước Ý, có vị trí cách khoảng 40 km về phía đông bắc của Milano và khoảng 13 km về phía nam của Bergamo. Tại thời điểm ngày 31 tháng 12 năm 2004, đô thị này có dân số 4.904 người và diện tích là 9,5 km².
Spirano giáp các đô thị: Brignano Gera d'Adda, Cologno al Serio, Comun Nuovo, Lurano, Pognano, Urgnano, Verdello.